# Pachycraerus frontalis
Pachycraerus frontalis är en skalbaggsart som beskrevs av Lewis 1905. Pachycraerus frontalis ingår i släktet Pachycraerus och familjen stumpbaggar. Inga underarter finns listade i Catalogue of Life.